# Orly (film)
Pour plus de détails, voir Fiche technique et Distribution.
Orly est un film dramatique franco-allemand réalisé par Angela Schanelec et sorti en 2010.

## Synopsis
Juliette est accompagnée dans les rues de Paris. La Française, qui vit au Canada, se rend en voiture à l'aéroport d'Orly. Dans la zone d'enregistrement des passagers de l'aéroport, la jeune femme, qui a la nostalgie de Paris, fait la connaissance de Vincent, un producteur de musique qui a le même âge qu'elle. Il vient de prendre la décision de revenir s'installer dans la capitale française. Tous deux se racontent alors leurs histoires de vie. Juliette, désespérée, est mariée et a un enfant, mais elle tombe amoureuse de Vincent. Celui-ci sent l'affection, mais reste redevable d'une réponse à Juliette. Tous deux se parlent en passant outre leurs sentiments réciproques naissants, jusqu'à ce que leurs vols outre-mer soient appelés.
De même, une mère et son fils presque adulte attendent leur vol à Orly Sud. Tous deux sont en route pour l'enterrement du père dont la mère s'était autrefois séparée. Elle raconte son adultère à son fils dans un café, et celui-ci surprend sa mère en faisant son coming-out.
Au café de l'aéroport, la mère et le fils sont servis par un serveur qui raconte l'histoire de sa vie. Pendant ce temps, un jeune touriste allemand en sac à dos attend sa petite amie. Tous deux ne se rendent pas compte que leur relation est déjà brisée depuis longtemps. Le jeune homme documente les événements de l'aéroport avec son appareil photo, tandis que son amie se plonge dans un livre.
Sabine, qui voyage seule, repousse la lecture d'une lettre. Il s'agit de la lettre d'adieu de son amant Théo. Il l'a quittée récemment pour mourir seul, comme l'annonce sa voix hors champ à la fin du film. Le film se termine par l'évacuation de l'aéroport et le retour à Paris.

## Fiche technique
- Titre original et français : Orly[1],[2]
- Réalisation : Angela Schanelec
- Scénario : Angela Schanelec
- Photographie : Reinhold Vorschneider (de)
- Montage : Mathilde Bonnefoy
- Musique : Cat Power
- Décors : Sidney Dubois
- Production : Gian-Piero Ringel, Angela Schanelec
- Sociétés de production : Nachmittagfilm (Berlin), Ringel Filmproduktion (Berlin), Zweites Deutsches Fernsehen (ZDF) / 3sat (Mayence), La Vie Est Belle Films Associés (Paris)
- Pays de production :  Allemagne -  France
- Langue originale : allemand, français
- Format : couleurs - 2,32:1 - 35 mm
- Genre : drame
- Durée : 83 minutes
- Dates de sortie : 
  - Allemagne : 13 février 2010
  - France : 11 août 2010

## Distribution
- Natacha Régnier : Juliette
- Bruno Todeschini : Vincent
- Mireille Perrier : Mère
- Emile Berling : Fils
- Jirka Zett : jeune homme
- Lina Phyllis Falkner : Amie
- Maren Eggert : Sabine
- Josse De Pauw : Theo